# Коканбаєв Фазил
Фазил Коканбаєв (1904, тепер Узбекистан — ?) — радянський узбецький діяч, заступник голови Ради народних комісарів Узбецької РСР, секретар ЦК КП(б) Узбекистану, 1-й секретар Ферганського обласного комітету КП(б) Узбекистану. Депутат Верховної ради Узбецької РСР 7-го скликання.

## Життєпис
У 1939 році закінчив Московську промислову академію. Член ВКП(б).
До 14 липня 1941 року — народний комісар текстильної промисловості Узбецької РСР.
З 14 липня 1941 року — заступник голови Ради народних комісарів Узбецької РСР.
7 грудня 1941 — 1943 року — секретар ЦК КП(б) Узбекистану з текстильної та легкої промисловості.
До 1952 року — секретар Кашкадар'їнського обласного комітету КП(б) Узбекистану.
У 1952 — лютому 1954 року — 1-й секретар Ферганського обласного комітету КП Узбекистану.
У 1955 році — заступник міністра промисловості товарів широкого вжитку Узбецької РСР.
У 1955 — травні 1957 року — міністр легкої промисловості Узбецької РСР.
У травні 1957 — 1958 року — голова Ради народного господарства Самаркандського економічного адміністративного району.
У 1958—1964 роках — торговий представник СРСР в Об'єднаній Арабській Республіці.
У 1964—1965 роках — заступник начальника Головного управління Міністерства зовнішньої торгівлі СРСР.
У 1965—1968 роках — міністр легкої промисловості Узбецької РСР.
У 1968—1971 роках — торговий представник СРСР у Судані.
У 1971—1974 роках — торговий представник СРСР у Кенії.
Подальша доля невідома.

## Нагороди
- три ордени Трудового Червоного Прапора (1945, 16.01.1950, 1957)
- орден Червоної Зірки (1947)
- орден «Знак Пошани» (1946)
- медалі